# Verschollen in New York
Verschollen in New York ist eine US-amerikanische Kriminalkomödie aus dem Jahr 1933 von Roy Del Ruth mit Bette Davis und Lewis Stone in den Hauptrollen. Der Pre-Code-Film wurde von First National Pictures produziert und basiert auf dem 1932 veröffentlichten Buch Missing Men von John H. Ayers, der das New Yorker Vermisstendezernat von 1918 bis 1933 leitete, und Carol Bird.

## Handlung
Der wegen seiner Härte berüchtigte Polizist Butch Saunders wird in das Dezernat für Vermisstenfälle unter Captain Webb versetzt, welches er als gering einschätzt. Saunders wird zudem von seiner Frau Belle, die ihn ständig nach Geld fragt, genervt. Nachdem er ein vermisstes Mädchen aufgefunden hat, wird er auf den Fall Roberts angesetzt. Norma Roberts hat ihren Mann Therme als vermisst gemeldet. Obwohl er verheiratet ist, fühlt sich Butch von Norma angezogen.
Webb ermittelt, dass Norma Roberts in Wirklichkeit Norma Phillips heißt und für den Mord an dem Bankier Roberts in Chicago gesucht wird. Butch kann dies nicht glauben und will Norma in ihrem Hotelzimmer befragen. Norma ist jedoch verschwunden, ihre Kleidung und ihre Handtasche werden an einem Hafenpier gefunden. Butch glaubt nicht, dass sie Selbstmord begangen hat. Um sie aus ihrem Versteck zu locken, arrangiert er ein Scheinbegräbnis. Wie erwartet kann Norma nicht widerstehen, ihr eigenes Begräbnis zu sehen. Auch Roberts taucht dort auf und wird von Norma und Butch verfolgt. Norma erklärt dabei, dass sie Roberts Privatsekretärin war. Sie fand heraus, dass ihr Chef einen geistesgestörten Zwillingsbruder hatte. Roberts ermordete seinen Bruder und nahm dessen Identität an, um einer Anzeige wegen Veruntreuung zu entgehen. Roberts wird gefasst und verhört. Dabei kann ihm Webb durch eine List ein Geständnis entlocken, wodurch Normas Unschuld erwiesen ist. Zur gleichen Zeit findet Butch heraus, dass seine Frau Belle gar nicht von ihrem ersten Ehemann geschieden ist. Dadurch ist seine Ehe mit Belle ungültig, und er kann mit Norma ein neues Leben beginnen.

## Produktion

### Hintergrund
Gedreht wurde der Film in den Warner-Studios in Burbank.

### Stab
Robert M. Haas oblag die künstlerische Leitung. Orry-Kelly war für das Kostümbild zuständig. Leo F. Forbstein dirigierte das Vitaphone-Orchester.

### Besetzung
In kleinen nicht im Abspann erwähnten Nebenrollen traten Hobart Cavanaugh, G. Pat Collins, Grace Hayle, Edward McWade, Jean Muir in ihrer ersten Filmrolle, Dewey Robinson, Christian Rub und Tom Wilson auf.

## Synchronisation
Die deutsche Synchronfassung entstand 1987 im Auftrag der Berliner Synchron GmbH Wenzel Lüdecke unter der Dialogregie von Heinz Giese, der auch das Dialogbuch schrieb.
| Rolle                         | Schauspieler     | Deutscher Synchronsprecher |
| ----------------------------- | ---------------- | -------------------------- |
| Norma Roberts                 | Bette Davis      | Hildegard Krekel           |
| Capt. Webb                    | Lewis Stone      | Günther Jerschke           |
| Butch Saunders                | Pat O’Brien      | Thomas Wolff               |
| Belle Saunders                | Glenda Farrell   | Heike Schroetter           |
| Joe Musik                     | Allen Jenkins    | Helmut Gauß                |
| Pete                          | Ruth Donnelly    | Ingeborg Wellmann          |
| Hank Slade                    | Hugh Herbert     | Wolfgang Völz              |
| Therme Roberts                | Alan Dinehart    | Norbert Gescher            |
| Mrs. Paul                     | Marjorie Gateson | Viola Sauer                |
| Mr. Paul                      | Wallis Clark     | Dieter Ranspach            |
| Det. Conlin                   | Adrian Morris    | Uwe Büschken               |
| Burton Kingman                | Clay Clement     | Christian Rode             |
| Theodore Arno                 | Henry Kolker     | Joachim Nottke             |
| Homer Howard                  | George Chandler  | Uwe Paulsen                |
| Mr. Newberry                  | Harry C. Bradley | Lothar Blumhagen           |
| Ehemann                       | G. Pat Collins   | Walter Jacob               |
| Vater des vermissten Mädchens | Frank Darien     | Heinz Fabian               |
| Hafenarbeiter                 | Sol Gorss        | Martin Schmitz             |
| Appartement-Manager           | John Hyams       | Hans-Helmut Müller         |
| Hotelmanager                  | Edward Keane     | Hans-Jürgen Wolf           |
| Tom                           | Edward McWade    | Eberhard Wechselberg       |
| Hausmeister                   | Christian Rub    | Joachim von Ullmann        |
| Bestatter                     | Charles Sellon   | Hermann Wagner             |
| Gerichtsmediziner             | John Sheehan     | Karl-Heinz Grewe           |
| Tony                          | Tom Wilson       | Manfred Schuster           |

Die Einleitung der deutschen Fassung sprach Norbert Langer.

Anmerkung: Die kursiv geschriebenen Namen sind Rollen und Darsteller, die nicht im Abspann erwähnt wurden.

## Veröffentlichung
Die Premiere des Films fand am 8. September 1933 statt. In der Bundesrepublik Deutschland wurde er am 23. August 1990 im deutschen Fernsehen ausgestrahlt.

## Kritiken
Der Filmkritiken-Aggregator Rotten Tomatoes hat in einer Auswertung ein Publikumsergebnis von 30 Prozent positiver Bewertungen ermittelt.
Das Lexikon des internationalen Films schrieb: „Kriminalfilm mit komödiantischen Elementen und überraschender Auflösung, der vor allem durch das Spiel der beiden Hauptdarsteller an Unterhaltungswert gewinnt.“
Die Filmzeitschrift Cinema befand: „Recht nett, aber etwas wirr.“
Mordaunt Hall von der The New York Times fand den Film trotz des Titels eine spaßige Erscheinung. Einige Szenen seien ausgesprochen düster und man hätte auf sie verzichten können. Andere Dinge wurden sehr geschickt zusammengefügt.
Ken Hanke beschrieb den Film im Mountain XPress als flotte Pre-Code-Komödie, typisch für Warner, untypisch in der Struktur. Zwar werde angegeben, dass der Film auf wahren Begebenheiten basiere, doch wandere er durch eine Reihe meist unzusammenhängender Episoden, bis er dann zur Hauptgeschichte mit Bette Davis komme.
Der Kritiker des TV Guide sah einen amüsanten Mysteryfilm, der trotz einiger Slapstick-Einlagen sehr komplex und fesselnd sei.